# لنتروده
لنتروده (به آلمانی: Lenterode) یک شهر در آلمان است که در آیشسفلد واقع شده‌است. لنتروده ۳۰۹ نفر جمعیت دارد.